# دریاچه لسینگ
دریاچه لسینگ (ارمنی: Լեսինգ լիճ) یکی از معدود دریاچه‌های طبیعی ارمنستان می‌باشد که در نزدیکی روستای تساغکاشن در استان آراگاتسوتن واقع شده است. این دریاچه در شیب کوه آراگاتس قرار گرفته است.